# Bettina von Arnim (Malerin)

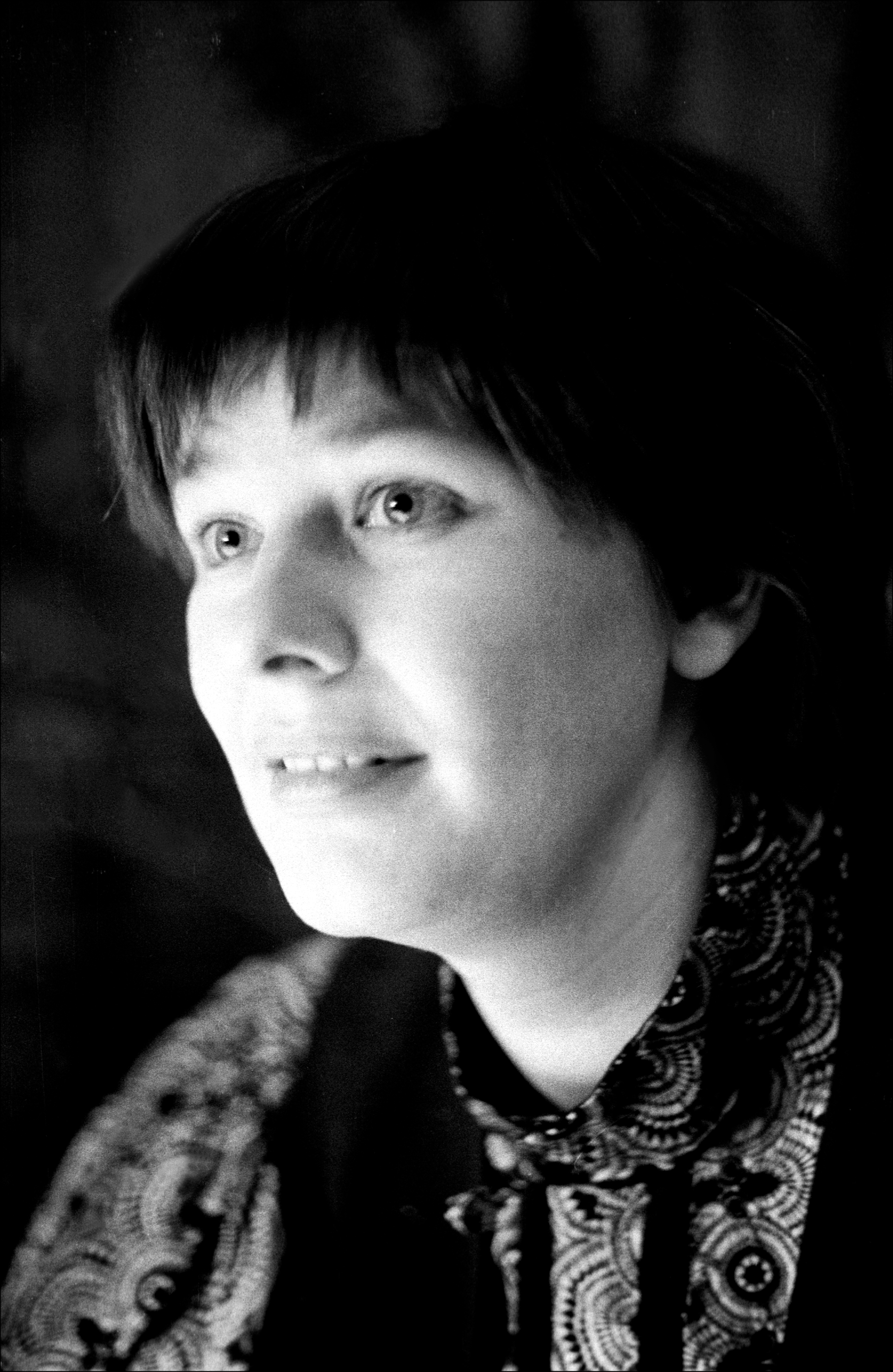
Bettina von Arnim 1975

Bettina von Arnim (* 19. Oktober 1940 in Zernikow, Provinz Brandenburg) ist eine deutsche Malerin, Zeichnerin und Grafikerin des Neuen Realismus und eine Nachfahrin der gleichnamigen Dichterin.

## Leben
Die Dichter der Romantik Bettina von Arnim geb. Brentano und Achim von Arnim waren Urgroßeltern der Malerin Bettina Encke von Arnim, und diese war die Tante der Malerin Bettina von Arnim. In ihrem Geburtshaus in Zernikow war Achim von Arnim aufgewachsen. Der letzte Gutsherr von Zernikow und Wiepersdorf war Friedmund Freiherr von Arnim, Bruder der Bettina Encke von Arnim und Vater der im Mai 1945 vier Jahre alten Bettina. Der Vater wurde enteignet und 1945 in die Sowjetunion deportiert, wo er im Januar 1946 in einem Kriegsgefangenenlager starb. Vier der sechs Kinder, dann auch die Mutter Clara von Arnim mit zwei ihrer Söhne, flohen über Berlin nach Süddeutschland.
Als Schülerin in Schwäbisch Hall erhielt Bettina von Arnim ein Stipendium des American Field Service für ein Schuljahr in Cambridge/Massachusetts, USA. Nach der Rückkehr 1958 und nach dem Abitur studierte sie an der Kunstpädagogischen Abteilung der Staatlichen Hochschule für Bildende Künste in Berlin-Schöneberg. Durch ein Stipendium des Maison de France de Berlin konnte sie sich 1962 an der École des Beaux Arts de Paris eintragen, studierte jedoch hauptsächlich in der Werkstatt des Grafikers Johnny Friedlaender die Radiertechnik.
1964 kehrte Bettina von Arnim nach West-Berlin zurück, legte die zwei Staatsexamen für den Schuldienst ab und arbeitete als Lehrerin. 1966 heiratete sie den Maler Ulrich Baehr. Die Töchter Antonia Baehr und Juliane Baehr wurden 1970 und 1972 in Berlin geboren. Die West-Berliner Zeit war auch künstlerisch produktiv: Radierungen und großformatige Ölbilder wurden auf zahlreichen Ausstellungen gezeigt, wie z. B. der des Deutschen Künstlerbundes (Mitglied seit 1973) oder der der Gruppe Aspekt, die von 1972 bis 1978 bestand, zu deren Gründungsmitgliedern die Künstlerin gehörte. Nach der Scheidung von Ulrich Baehr 1975 zog Bettina mit den Kindern und der Radierpresse von Berlin in ein Haus in Südwestfrankreich um, das sie während der Pariser Zeit als Ruine erworben und restauriert hatte. Seit 1981 lebt und arbeitet sie in einem Haus mit Atelier in Concots in Südwestfrankreich.

## Werk
Ende der 1960er Jahre begann Bettina von Arnim damit, vor der „Machtergreifung der Technokraten“ (Werner Rhode, Sept. 1973) zu warnen. Der Industrialisierung der Landwirtschaft
und der Eroberung des Weltraums stand sie kritisch gegenüber. Ihre großformatigen Ölgemälde
zeigten Maschinenmänner, die sie bezugnehmend auf Rüdiger Proskes „Zum Mond und weiter“ „Optiman“ und „Kyborg“ oder nach H.G. Wells „Galaktischer General“ nannte. Roboter in phantastischen Monturen, deren natürliche Organe durch Röhren und Trichter ersetzt sind, begrub sie schließlich in der von ihnen selbst zerstörten Landschaft wie in den Gemälden „Kahlschlag“ (1971, Öl auf Leinwand, 150 × 130 cm) oder „Schacht“ (1972, Öl auf Leinwand, 130 × 130 cm), um sie allmählich ganz verschwinden zu lassen. Zurück blieben Marslandschaften, Schriftzeichen, betonierte Muster. „Das Muster als Monster“ war 1974 der Titel einer Ausstellungskritik mit Bildtiteln wie „Spuren“, „Mäanderthal“ oder „Städte-Meer“.
Neue Aufmerksamkeit erfuhren Bettina von Arnims Arbeiten durch die Ausstellung „German Pop“, die von
November 2014 bis Februar 2015 in der Schirn Kunsthalle Frankfurt stattfand.

## Einzelausstellungen (Auswahl)
- 1964: Galerie La Galère, Paris
- 1970: Galerie Poll, Berlin
- 1971: Galerie G. Kammer, Hamburg
- 1973: Galerie Ostentor, Dortmund
- 1973: Galerie Poll, Berlin
- 1976: Galerie Poll, Berlin
- 1976: Galerie Apex, Göttingen
- 1977: Centre Culturel de la Ville de Toulouse
- 1981: Kunstverein Augsburg
- 1982: Galerie Poll, Berlin
- 1983: Galerie in der Böttcherstraße, Bremen
- 1984: Studio Jaeschke, Bochum
- 1985: Neuer Berliner Kunstverein
- 1985: Galerie Poll, Berlin
- 1985: Städtische Galerie Haus Seel, Siegen
- 1986: Grenier du Chapitre, Cahors/Lot
- 1987–1990: Projekt Das Spiegel-Labyrinth, Cahors/Lot
- 1994–1995: Galerie Villa Bösenberg, Leipzig
- 1998: Kurt-Tucholsky-Gedenkstätte, Schloss Rheinsberg
- 2001: Bildkasten und Rostbilder, Gotische Halle, Ansbach
- 2005: Chateau de Saint-Cirq-Lapopie, Lot
- 2015: Mutanten und Meteorologen, Philipp Pflug Contemporary, Frankfurt am Main
- 2015: Countdown. Radierungen, Kunststiftung Poll, Berlin
- 2015: Die Cyborgs und ihre Spuren 1968-1983, Galerie Poll, Berlin
- 2020: Die Cyborgs und ihre Spuren 1960-2020, Kunsthalle Lingen

## Gruppenausstellungen (Auswahl)
- 1963–1977: Große Kunstausstellung, Berlin
- 1968: Junge Berliner Graphik, Wanderausstellung
- 1969: Frankfurter Kunstverein
- 1971 Menschenbilder, Museum Pfalzgalerie Kaiserslautern
- 1973: Prinzip Realismus, Wanderausstellung (Berlin, München, Rom, Athen)
- 1974: Naivität der Maschine, Frankfurter Kunstverein
- 1974: Zerstörung der Umwelt, Haus am Lützowplatz, Berlin
- 1975: Der ausgegangene Mensch, Kunsthalle Mannheim
- 1977–1979: Aspekt Großstadt, Wanderausstellung (Berlin, Frankfurt, München, Edinburgh, London)
- 1979: Die Entfremdung der Stadt, Neuer Berliner Kunstverein in der Nationalgalerie, Berlin
- 1979: Salon d’Automne, Grand Palais, Paris
- 1982: Wer zeigt sein wahres Gesicht, Ruhrfestspiele, Recklinghausen
- 1983: Stadt und Utopie, Neuer Berliner Kunstverein in der Staatlichen Kunsthalle, Berlin
- 1984: 1984 – Orwell und die Gegenwart, Museum des 20. Jahrhunderts, Wien
- 1984: Zukunftsräume – Weltbilder und Bildwelten der Sciencefiction, Orangerie, Kassel
- 1987: Positionen des Realismus 1967 – 1972 – 1987, Galerie Poll, Berlin
- 1987: Mythos Berlin Concepte, Goethe-Institut, Paris
- 1990–1991: Vertrauen ins Bild, Museum Bochum; Stadtgalerie Kiel
- 1991: Internationale Graphik-Triennale, Krakau
- 1996: Kunst im Kasten, Westwendischer Kunstverein, Quarnstedt
- 2012: Aufbruch Realismus. Die Wirklichkeit im Bild nach ’68, Städtische Museen Heilbronn
- 2013: Auf Polls Spuren – Editionen aus 45 Jahren, Galerie Poll, Berlin
- 2014–2015: German Pop, Schirn Kunsthalle, Frankfurt am Main
- 2018: Flashes of the Future. Die Kunst der 68er oder die Macht der Ohnmächtigen, Ludwig Forum für Internationale Kunst, Aachen
- 2020: Zurück zur Erde! / Back to Earth!, Laura Mars Gallery, Berlin

## Werke in Öffentlichen Sammlungen
- Berlinische Galerie, Berlin
- Sammlung Deutsche Bank, Frankfurt am Main
- Sammlung zeitgenössischer Kunst der Bundesrepublik Deutschland
- Städel Museum, Frankfurt am Main
- Kunstmuseum Bonn
- Landesmuseum Kiel
- Museum der Stadt Göteborg
- Museé de l’Automate, Souilliac
- Museé Champollion, Figeac

## Bücher
- Clara von Arnim, Bettina von Arnim, Das bunte Band des Lebens. Die märkische Heimat und der Neubeginn im Kupferhaus, Scherz Verlag, Bern 1998, ISBN 3-502-18009-1.
- Clara von Arnim, Bettina von Arnim, Das bunte Band des Lebens. Die märkische Heimat und der Neubeginn im Kupferhaus, Droemer Knaur, München 2000, ISBN 3-426-60807-3.
- Bettina von Arnim, Taubentürme: wie ich in Frankreich mein Zuhause fand. Scherz Verlag, Bern  2003, ISBN 3-502-18013-X.

## Ausstellungskataloge
- Bettina von Arnim. Bilder, Zeichnungen, Radierungen. Mit einem Text von Werner Rhode. Galerie Poll, Berlin 1973.
- Bettina von Arnim. Ölbilder, Gouachen, Radierungen. Mit Texten von Lucie Schauer und Rüdiger Safranski. Neuer Berliner Kunstverein, Berlin 1985.